# Iznájar
Iznájar er en by og kommune i det sydlige Spanien i provinsen Córdoba. Den har et indbyggertal på 3.739 (2024) indbyggere.